# اگه کوکنلی
اگه کوکنلی (ترکی استانبولی: Ege Kökenli؛ زادهٔ ۲۰ مارس ۱۹۹۳) بازیگر اهل ترکیه است. وی از سال ۲۰۰۴ میلادی تاکنون مشغول فعالیت بوده‌است.